# Pyrenocollema caesium
Pyrenocollema caesium är en lavart som först beskrevs av William Nylander och som fick sitt nu gällande namn av Richard Clinton Harris. 
Pyrenocollema caesium ingår i släktet Pyrenocollema och familjen Xanthopyreniaceae. Arten är reproducerande i Sverige¡. Inga underarter finns listade i Catalogue of Life.